# 37P/Forbes
37P/Forbes est une comète périodique du Système solaire.
Elle a été découverte par Alex Rosebank et Alexander Forbes Irvine Forbes le 1er août 1929.
Le diamètre de son noyau mesure 1,92 km.